# Positionseffekt-Variegation
Die Positionseffekt-Variegation (PEV) ist ein Phänomen in der Genetik.

## Entdeckung
Hermann Muller, Nobelpreisträger für Medizin 1946, beschrieb 1930 beim Modellorganismus Drosophila melanogaster einen „variegated“ (bedeutet so viel wie „vielfarbigen“ oder „bunten“) Chromosomen-Mutationsphänotyp nach Röntgenbestrahlung.
Dieses Phänomen wurde in der Folge als Positionseffekt-Variegation bezeichnet. Es eröffnete den experimentellen Zugang zur Isolation und molekularen Analyse von Genen, die heterochromatische Chromatinzustände und die Genstilllegung kontrollieren. Bei der PEV werden euchromatische Gen-Regionen nach Verlagerung in einen neuen Genlocus in Nachbarschaft zu konstitutivem Heterochromatin variabel heterochromatisiert, das heißt variabel stillgelegt. Das klassische Beispiel ist die Drosophila w[m4] (heißt white-mottled-4) Mutante. Bei dieser Mutation wird durch eine Inversion des X-Chromosoms das white-Gen in die Nähe von perizentrischem Heterochromatin gebracht. Normalerweise wird das white-Gen in jeder Zelle des Drosophila Auges exprimiert, welches zu einem Phänotyp mit roten Augen führt. In der Drosophila mit der w[m4]-Mutation ist die Augenfarbe ein rot-weißes Mosaik, somit „vielfarbig“, „bunt“ oder eben auf Englisch variegated. In einem Anteil der Zellen wird das white-Gen, das für die Augenfarbe bei Drosophila verantwortlich ist, heterochromatisiert.